# Las Lindego
Las Lindego, zwyczajowo Lasek Lindego – niewielki las na terenie Warszawy o powierzchni ok. 20,34 ha. Otoczony ulicami Lindego, Marymoncką (oddziela go od Lasu Bielańskiego), Twardowską, budynkami MSW przy Barcickiej i ulicą Kasprowicza.

## Opis
Pierwotnie był to park założony w okresie międzywojennym. Nazwa pochodzi od pobliskiej ulicy, która z kolei została tak nazwana na cześć polskiego językoznawcy Samuela Lindego.
W czasie okupacji niemieckiej większość drzew została wycięta na opał. Drzewostan odtworzono po 1945 roku.
Na terenie lasu znajduje się kilkumetrowy wał, będący pozostałością strzelnicy Bielańskiego Pola Wojennego (poligonu armii rosyjskiej z XIX wieku) oraz ruiny starej kotłowni Szpitala Bielańskiego. 
Przez teren lasku przepływa okresowo Potok Bielański.